# Hermann Fiebing
Hermann Fiebing (* 17. November 1901 in Märkisch Friedland, Landkreis Deutsch Krone, Westpreußen; † 5. Oktober 1960 in Stade) war ein deutscher Verwaltungsjurist, SA-Brigadeführer, Landrat und Regierungspräsident.
Fiebing beendete seine Schullaufbahn mit der Reifeprüfung 1921 in Dramburg und schloss sich in diesem Jahr einem Freikorps an. Anschließend absolvierte bis 1924 ein Studium der Rechtswissenschaften an den Universitäten Greifswald, Freiburg und Berlin. Danach folgte sein Rechtsreferendariat. Nach Studienende war er ab 1929 als Rechtsanwalt in Flatow und ab 1931 als Notar im OLG-Bezirk Marienwerder tätig. Zum 1. Juni 1929 trat er in die NSDAP ein (Mitgliedsnummer 132.101). Er gehörte auch der SA an, in der er bis zum Brigadeführer aufstieg.
Fiebing wirkte nach der „Machtergreifung“ ab März 1933 als Landeshauptmann in Schneidemühl (Grenzmark Posen-Westpreußen), war dann Landrat im Landkreis Oschersleben (Bode) (1935–1938), ab 1938 Vizepräsident des Oberpräsidiums in Hannover. Mit Beginn des Zweiten Weltkrieges war er von Anfang September 1939 bis Ende Dezember 1943 mit Unterbrechungen zur Wehrmacht eingezogen, zuletzt im Rang eines Leutnants der Reserve. Zwischenzeitlich war er ab Anfang April 1942 Regierungspräsident in Stettin. 1944 bis 1945 war er Regierungspräsident in Stade. Im Mai 1945 geriet er in Gefangenschaft, aus der er 1947 entlassen wurde. Nach seiner Entnazifizierung 1949 war wieder als Regierungsrat tätig. Am 10. April 1956 wurde er zum Regierungspräsident ernannt und schließlich in den Wartestand versetzt. Vier Jahre später, am 5. Oktober 1960, verstarb Fiebing in Stade, kurz vor Vollendung seines 59. Lebensjahres.